# Heinrich Strunk
Heinrich Strunk (* 12. April 1883 in Essen; † 5. März 1952 ebenda) war ein christlich-sozialer deutscher Politiker, der zunächst der Zentrumspartei und später der CDU angehörte, deren Mitbegründer er war.

## Leben und Wirken
Heinrich Strunk wurde als Sohn eines Arbeiters geboren, besuchte die Volksschule und machte eine Lehre als Feinmechaniker bei der Friedrich Krupp AG, wo er als dieser eine Anstellung erhielt. 1902 wurde er Mitglied im Christlichen Metallarbeiterverband und 1908 im Kartell der christlichen Gewerkschaften. Von 1923 bis 1926 war Strunk Vorstandsmitglied des Konsumvereins Wohlfahrt. Zum Direktor der Deutschen Volksbank AG Essen wurde er 1926 berufen und 1933 durch die Nationalsozialisten des Amtes enthoben. 1939 folgte das Amt des Verwaltungsdirektors des Gemeindeverbands der katholischen Kirchengemeinden und als Leiter des Kirchensteueramtes Essen. 
Als Mitglied der Zentrumspartei war Strunk von 1919 bis 1933 Stadtverordneter und ab 25. November 1925 Mitglied des Provinziallandtages der Rheinprovinz. Die Mitgliedschaft im Preußischen Landtag bestand von 1920 bis 1933. 
Strunk gehörte dem Essener Kreis um Gustav Heinemann an, der eine überkonfessionelle Parteibildung befürwortete. Strunk bekannte sich dabei als Verfechter eines christlichen Sozialismus. Seit Januar 1946 war er Mitbegründer und erster Vorsitzender der CDU in Essen. Zudem war er Mitglied des 1945 ernannten zentralen Bürgerausschusses, des von der Militärregierung 1946 ernannten Rates der Stadt Essen und des gewählten Rates ab 13. Oktober 1946. Dabei übernahm Strunk den Fraktionsvorsitz. Hinzu kommen die Mitgliedschaften im Zonenbeirat der britisch besetzten Zone und danach des Frankfurter Wirtschaftsrates. Darüber hinaus gehörte Heinrich Strunk von 1946 bis 1947 als Abgeordneter dem ernannten Landtages von Nordrhein-Westfalen an. 
Außerdem war Strunk unter anderem Mitglied des Aufsichtsrates der Gemeinnützigen Wohnungsgenossenschaft Essen-Nord, der Süddeutschen Eisenbahn-Gesellschaft, aus der 1954 die Essener Verkehrs-AG hervorging, und der Bank für Gemeinwirtschaft.
Heinrich Strunk wurde auf dem Terrassenfriedhof in Essen-Schönebeck beigesetzt.

## Ehrungen

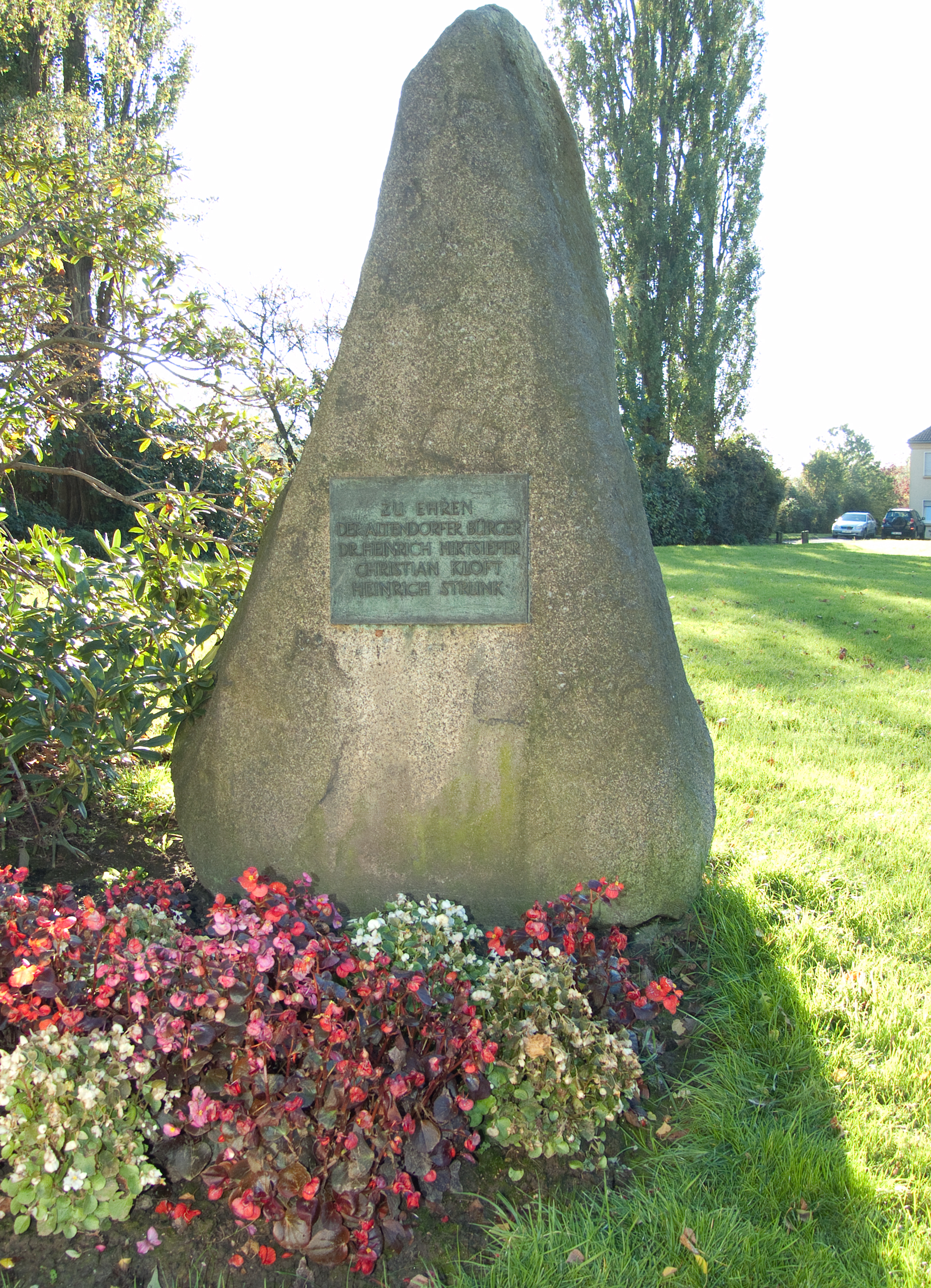
Gedenkstein

Auf dem Hedwig-Dransfeld-Platz in Essen-Altendorf wurde zu Ehren von Heinrich Hirtsiefer, Christian Kloft und Heinrich Strunk 1964 ein Gedenkstein gesetzt, um die Arbeit dieser drei Zentrumspolitiker und Gewerkschafter zu würdigen. Eine Tafel auf dem Stein trägt die Inschrift: Zu Ehren der Altendorfer Bürger / Dr. Heinrich Hirtsiefer / Christian Kloft / Heinrich Strunk.
In Essen-Altendorf wurde 1956 in Würdigung seiner jahrzehntelangen erfolgreichen Tätigkeit als Kommunalpolitiker im Essener Raum die Heinrich-Strunk-Straße nach ihm benannt.